# جوليس ميندي
جوليس ميندي (بالفرنسية: Jules Mendy) (14 نوفمبر 1994 بزيغينشور في السنغال - ) هو لاعب كرة قدم فرنسي في مركز الدفاع في نادي الفجيرة.

## روابط خارجية
- جوليس ميندي على موقع رابطة كرة القدم الفرنسية للمحترفين (الإنجليزية)
- جوليس ميندي على موقع قاعدة بيانات كرة القدم.إي يو (الإنجليزية)
- جوليس ميندي على موقع ليكيب (الفرنسية)
- جوليس ميندي على موقع Soccerway.com (الإنجليزية)
- جوليس ميندي على موقع عالم كرة القدم.نت (الإنجليزية)
- جوليس ميندي على موقع GSA (الإنجليزية)